# 金井大道具
金井大道具株式会社（かないおおどうぐ）は、東京都中央区新富2丁目8番1号に本社を置く劇場・テレビ番組・ホール（コンサートホールなど）の舞台装置作成及び大道具製作・施設管理・イベント運営管理を行う会社である。
歌舞伎の舞台を作った長谷川勘兵衛の弟子筋にあたる金井由太郎が設立。

## 沿革
- 創立は1964年（昭和39年）1月8日

## 会社概要

### 所在地
本社
- 〒104-0041 東京都中央区新富2-8-1　キンシビル7F

大阪営業所
- 〒531-0072 大阪市北区豊崎2-10-17　サン・オークスビル403号

赤坂営業所
- 〒107-0052 東京都港区赤坂5-3-6　TBS内

緑山工場
- 〒227-0037 神奈川県横浜市青葉区緑山2100　TBS緑山スタジオ内

シーンテックさいたま
- 〒331-0811 埼玉県さいたま市北区吉野町2丁目255-1
- 蒲生工場に代わり、2007年に新築された大道具工場

新橋演舞場
- 〒104-0061 東京都中央区銀座6-18-2　新橋演舞場内

国立劇場
- 〒102-8656 東京都千代田区隼町4-1　国立劇場内

新川製作・美術工場
- 〒343-0852 埼玉県越谷市新川町2-242

### 役員
- 代表取締役社長：金井勇一郎
- 常務取締役：嶋田繁夫（第3セクション統括）、栗原修（第2セクション統括）
- 取締役：新井弘行（財務セクション統括）、伊藤正（第1セクション統括）、中村喜治、横山雅収（経営企画セクション統括）、中村幸穂（株式会社パシフィックアートセンター代表取締役社長）
- 監査役：遠藤徹

## 主な事業内容
TBSテレビの関連番組、イベント、コンサートを多く手がけている。
東宝舞台、シミズオクトと共に日本を代表する舞台美術会社の一つである。

## 主なテレビ番組作品
（凡例）太字:現在放映中また継続中の番組、A：アックス、TA:TBSアクト、TC:テレビ朝日クリエイト

## 関連企業
- アルファソリューション
- 金井舞台
- パシフィックアートセンター
- 歌舞伎座舞台
- 日本総合舞台美術
- シアターコミュニケーションシステムズ
- ひょうごT2